# Rehbein-Linie
Die Rehbein-Linie Mündener Fahrgastschifffahrt war eine Binnenreederei mit Sitz in Fuldatal, die von 1971 bis 2019 bestand. Sie bot Ausflugsfahrten von Kassel, ab 2016 von Hann. Münden auf Fulda, Werra und Weser an.

## Geschichte

### Vorgeschichte
Nach dem Tod von Kapitän Ernst Ziege, dem Besitzer des Kasseler Schaufelraddampfers Elsa, führte der Schiffsführer Rudolf Rehbein den Betrieb des Schiffes für die Familie zunächst weiter. Als diese 1970 die finanziellen Mittel für eine Generalüberholung nicht aufbringen konnte, verkaufte sie den Dampfer an die Mindener Fahrgastschiffahrt. Rudolf Rehbein nutzte die Marktlücke und machte sich 1971 mit einer eigenen Reederei in Kassel selbständig. Sitz des Betriebes wurde das an Fulda angrenzende Fuldatal.

### Tourenprogramm
Von Kassel aus bot die Reederei regelmäßige Ausflugs- und Rundfahrten sowie Charterverkehre und Sonderfahrten an. Die Halbtagesfahrten führten zum Fuldastausee, die Tagesfahrten nach Hann. Münden und die als „Zwei-Flüsse-Fahrten“ angebotenen Touren ins Weserbergland nach Bad Karlshafen.

### Entwicklung der Flotte
Ihr erstes Schiff, die 1952 gebaute und für 100 Passagiere zugelassene Wappen von Kassel, kauften die Inhaber gebraucht an der Donau und ließen sie über Land an den neuen Liegeplatz in Kassel transportieren. Für die bevorstehende Bundesgartenschau 1981 in Kassel erwarb die Reederei zwei weitere Schiffe. Zunächst erweiterte 1979 die zwar ältere, aber größere und für 166 Passagiere ausgelegte Fuldatal die kleine Flotte, im nächsten Jahr wurde sie durch die 1928 gebaute und für 220 Passagiere noch größere Brüder Grimm verstärkt. Die letztere vermarktete Rehbein als „Abenteuer- und Märchen-Raddampfer“, den er auch für Partyfahrten einsetzte.

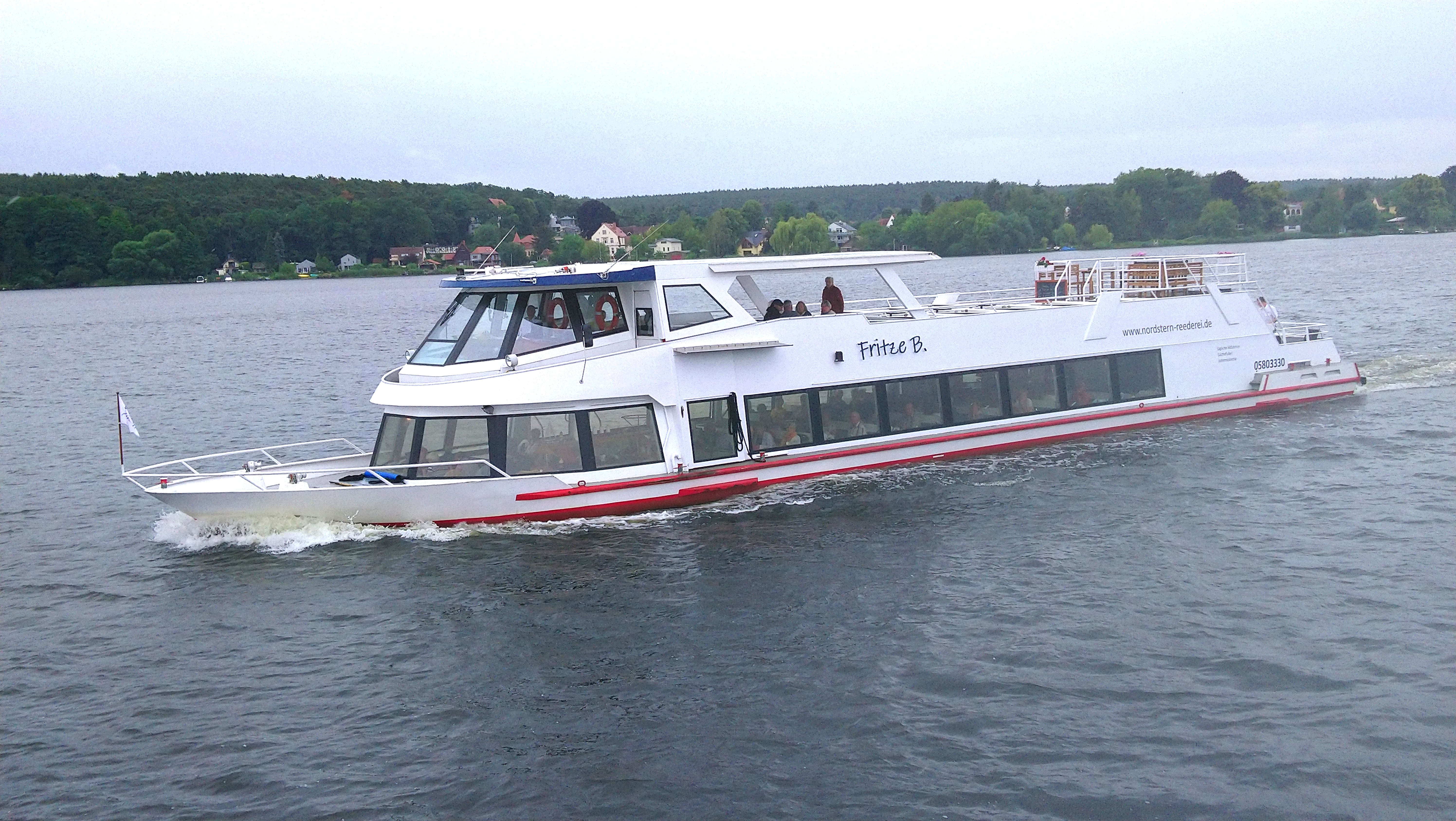
Die frühere Europa als Fritze B. im Jahr 2020

Eine erste Flottenerneuerung startete die Reederei 1988: Mit der 1988 angekauften Deutschland ersetzte er die beiden alten Schiffe Wappen von Kassel und  Fuldatal. Die Deutschland war mit 381 Plätzen deutlich größer als die beiden Vorgänger und erhielt bundesweite Aufmerksamkeit, da Rehbein auf ihr eine Kegelbahn einbauen ließ. Der erste eigene Neubau war die Europa. Sie zeichnete sich durch ihren geringen Tiefgang aus, damit sie auch noch bei Niedrigwasser eingesetzt werden konnte, und ersetzte die Brüder Grimm. Letzte Anschaffung war im Jahr 2000 die kleine, für 50 Fahrgäste zugelassene Stadt Münden, mit der Fahrten auf der Werra angeboten werden konnten.

### Generationenwechsel
Anfang der 2000er-Jahre zog sich der Firmengründer aus dem Unternehmen zurück und übergab die Reederei seinem Sohn Klaus-Dieter und dessen Frau Anna-Elisabeth, die Eigentümerin wurde. Etwa ab diesem Zeitraum begann ein Rückgang der Fahrgastnachfrage für Schiffsausflüge auf Fulda und Weser. Einige der dort ansässigen Unternehmen stellten ihren Betrieb ein, die Rehbein-Linie verkleinerte sukzessive ihre Flotte: 2011 verkaufte sie die Deutschland an die Saar, 2014 die Stadt Münden nach Polen.

### Letzte Jahre
Als die Kasseler Fuldaschleuse wegen baulicher Mängel ab Herbst 2016 nicht mehr genutzt werden durfte, verlegte die Rehbein-Linie die Europa von Kassel nach Hann. Münden. Seitdem führten die Touren der Europa auf der Weser bis Veckerhagen und auf Wunsch bis Bad Karlshafen und zurück. Auf der Fulda war das Schiff bis Bonaforth unterwegs, bei Bedarf bis Spiekershausen. Aufgrund eines nicht gefundenen Nachfolgers beendete die Rehbein-Linie mit dem Saisonende 2019 ihre Tätigkeit. Im letzten Geschäftsjahr der Reederei nutzten rund 12.000 Fahrgäste das Schiff für Ausflugsfahrten. In Hochzeiten hatte die Reederei bis zu 15 Angestellte beschäftigt.

## Schiffe der Rehbein-Linie
| Name              | Baujahr | Werft                           | Vermessung                  | Dienstzeit | Anmerkungen, Verbleib |
| ----------------- | ------- | ------------------------------- | --------------------------- | ---------- | --- |
| Wappen von Kassel | 1952    | ?                               | 100 Passagiere              | 1971–1988  | 1970/71 gebraucht von der Donau gekauft und über Land nach Kassel transportiert; nach Außerdienststellung als Privatyacht mit Liegeplatz in Spiekershausen genutzt;          |
| Fuldatal          | 1937    | ?, Leiden                       | 166 Passagiere, 27,80 Meter | 1979–1988  | ex nl. Carolina, dt. Horst; 1979 Ankauf für Bundesgartenschau in Kassel; 1988 Maria Croon der Personenschifffahrt Maria Croon, 1995 Stadt Aurich des Verkehrsvereins Aurich; |
| Brüder Grimm      | 1928    | ?                               | ca. 220 Passagiere          | 1980–1995  | ex Colonia 4, Motorschiff im Mississippi-Look (Heckrad), 1995 nach Belgien verkauft: The Old Piper;                                                                          |
| Deutschland       | 1938    | ?, Amsterdam                    | 381 Passagiere, 36,02 Meter | 1988–2011  | ex Groß Mainz 1, Rheinperle; 1988 auf der Werft Gustavsburg neu aufgebaut; Einbau einer Kegelbahn; 2011 an die Saar verkauft;                                                |
| Stadt Münden      | 1992    | Schiffswerft Willems, Emmeloord | 50 Passagiere, 17,40 Meter  | 2000–2014  | ex nl. Lentenfest, de Vrijstate II, Filia Mosae; 2000 Ankauf für Fahrten bis zur Schlagdspitze und zur Werra, 2014 nach Polen verkauft;                                      |
| Europa            | 1995    | Schiffswerft Georg Placke, Aken | 300 Passagiere, 30,38 Meter | 1995–2019  | auf Bestellung der Rehbein-Linie eigens als „Flachgänger“ mit Tiefgang von 0,60 Metern bestellt; letztes Schiff der Reederei; 2019 an die Nordstern Reederei verkauft;       |

## Nachfolgebetrieb
Mit Einstellung der Reederei 2019 fand auch die Fahrgastschifffahrt im Drei-Flüsse-Eck Fulda – Werra – Weser zunächst ihr Ende. Nach mehrjährigen Versuchen, einen Nachfolger für die Rehbein-Linie zu finden, präsentierte die Stadt Hann. Münden im Frühjahr 2020 einen neuen Betreiber. Seit 2020 bietet die Weserstein Touristik Schiffsfahrten von Hann. Münden aus an.